# Złożeniec (gmina)
Złożeniec – dawna gmina wiejska istniejąca w końcu XIX wieku w guberni kieleckiej. Siedzibą władz gminy był Złożeniec.
Za Królestwa Polskiego gmina Złożeniec należała do powiatu olkuskiego w guberni kieleckiej (utworzonej w 1867).
Gminę zniesiono w 1870 roku. 13 stycznia 1870 gminę podzielono na dwie części:
- zachodnią część gminy Złożeniec (Cieślin, Kwaśniów, Rodaki, Ryczów, Ryczówek, Złożeniec, Żelazko) połączono z częścią gminy Kromołów (Karlin, Kiełkowice, Podzamcze) oraz pozbawionym praw miejskich Ogrodzieńcem w nową gminę Ogrodzieniec z siedzibą w Ogrodzieńcu;

- wschodnią część gminy Złożeniec (Bydlin, Cisowa, Dłużec, Domaniewice, Kaliś, Krzywopłoty, Lgota Wolbromska, Smoleń, Strzegowa, Strzegowa-Kolonia, Załęże) połączono z częścią gminy Poręba Dzierżna (Łobzów, Zabagnie) oraz pozbawionym praw miejskich Wolbromiem w nową gminę Wolbrom z siedzibą w Wolbromiu;

W późniejszych latach niektóre obszary gmin Ogrodzieniec (Złożeniec) i Wolbrom (Cisowa, Smoleń, Strzegowa, Strzegowa-Kolonia) przyłączono do gminy Pilica. W 1930 roku Wolbrom odzyskał status miasta, po czym w 1931 roku gminę Wolbrom przekształcono w gminę Dłużec.